# Vitaby
Vitaby est une localité suédoise située dans la commune de Simrishamn en Scanie.
Sa population était de 352 habitants en 2019.